# La Mora (Banámichi)
La Mora es un ejido del municipio de Banámichi ubicado en el centro del estado mexicano de Sonora, en la zona oeste de la Sierra Madre Occidental y cercano a la afluencia río Sonora por esa región. El ejido es la tercera localidad más habitada del municipio. Según los datos del Censo de Población y Vivienda realizado en 2020 por el Instituto Nacional de Estadística y Geografía (INEGI), La Mora tiene un total de 158 habitantes. Se encuentra asentado sobre la carretera estatal 89, entre el tramo Huépac–Banámichi, por dicha carretera circula la ruta turística del río Sonora.

## Geografía
Véase también: Geografía del municipio de Banámichi
La Mora se sitúa en las coordenadas geográficas 29°58'37"  de latitud norte y 110°12'21" de longitud oeste del meridiano de Greenwich, a una elevación de 639 metros sobre el nivel del mar.